# 超級全球大學
超級全球大學（日语： Sūpā gurōbaru daigaku），是一個由日本文部科學省於2014年所創設，針對若干大學的海外合作、國際化、世界級教學研究進行「全球大學」重點支援的計畫。
該計畫的目的是，指定日本全國30所大學，推進大學教育的全球化、提高日本大學的國際競爭力、培育在全球舞台活躍的人才。相關審查·評價由日本學術振興會組成的委員會負責。

## 經緯
文部科學省於2014年4月公開招募以下2種類型的大學。
- 頂尖型 ：具有世界排名100大的實力，進行世界級研究的大學
- 全球化牽引型：以現有實績為基礎，挑戰新的任務，牽引日本的全球化的大學[3]

同年5月募集屆滿，收到了「頂尖型」16件與「全球化牽引型」93件，共計109件的申請書。文部省於同年9月發表審査結果。指定了「頂尖型」13校、「全球化牽引型」24校，總共37間大學。
一橋大學、神戶大學、同志社大學等若干名校意外落選，引發了一些風波
。

## 指定校

### 頂尖型
| 大學名           | 類型 | 支援規模    | 計劃書                 |
| ---------------- | ---- | ----------- | ---------------------- |
| 北海道大學       | 國立 | 約70億日圓  | （页面存档备份，存于） |
| 東北大學         | 國立 | 約70億日圓  | （页面存档备份，存于） |
| 筑波大學         | 國立 | 約48億日圓  | （页面存档备份，存于） |
| 東京大學         | 國立 | 約58億日圓  | （页面存档备份，存于） |
| 東京醫科牙科大學 | 國立 | 約54億日圓  | （页面存档备份，存于） |
| 東京工業大學     | 國立 | 約53億日圓  | （页面存档备份，存于） |
| 名古屋大學       | 國立 | 約61億日圓  | （页面存档备份，存于） |
| 京都大學         | 國立 | 約51億日圓  | （页面存档备份，存于） |
| 大阪大學         | 國立 | 約55億日圓  | （页面存档备份，存于） |
| 廣島大學         | 國立 | 約46億日圓  | （页面存档备份，存于） |
| 九州大學         | 國立 | 約83億日圓  | （页面存档备份，存于） |
| 慶應義塾大學     | 私立 | 約67億日圓  | （页面存档备份，存于） |
| 早稻田大學       | 私立 | 約100億日圓 | （页面存档备份，存于） |

### 全球化牽引型
| 大學名                     | 類型 | 計劃書                 |
| -------------------------- | ---- | ---------------------- |
| 千葉大學                   | 國立 | （页面存档备份，存于） |
| 東京外國語大學             | 國立 | （页面存档备份，存于） |
| 東京藝術大學               | 國立 | （页面存档备份，存于） |
| 長岡技術科學大學           | 國立 | （页面存档备份，存于） |
| 金澤大學                   | 國立 | （页面存档备份，存于） |
| 豐橋技術科學大學           | 國立 | （页面存档备份，存于） |
| 京都工藝纖維大學           | 國立 | （页面存档备份，存于） |
| 奈良先端科學技術大學院大學 | 國立 | （页面存档备份，存于） |
| 岡山大學                   | 國立 | （页面存档备份，存于） |
| 熊本大學                   | 國立 | （页面存档备份，存于） |
| 國際教養大學               | 公立 | （页面存档备份，存于） |
| 會津大學                   | 公立 | （页面存档备份，存于） |
| 國際基督教大學             | 私立 | （页面存档备份，存于） |
| 芝浦工業大學               | 私立 | （页面存档备份，存于） |
| 上智大學                   | 私立 | （页面存档备份，存于） |
| 東洋大學                   | 私立 | （页面存档备份，存于） |
| 法政大學                   | 私立 | （页面存档备份，存于） |
| 明治大學                   | 私立 | （页面存档备份，存于） |
| 立教大學                   | 私立 | （页面存档备份，存于） |
| 創價大學                   | 私立 | （页面存档备份，存于） |
| 國際大學                   | 私立 | （页面存档备份，存于） |
| 立命館大學                 | 私立 | （页面存档备份，存于） |
| 關西學院大學               | 私立 | （页面存档备份，存于） |
| 立命館亞洲太平洋大學       | 私立 | （页面存档备份，存于） |

## 脚注
1. ↑  .   [2015-02-01]. （原始内容存档于2020-09-18）.
2. ↑  .   [2015-02-01]. （原始内容存档于2019-10-25）.
3. ↑  .   [2015-02-01]. （原始内容存档于2021-01-23）.
4. ↑  .   [2015-02-01]. （原始内容存档于2021-01-09）.
5. ↑  .   [2015-02-01]. （原始内容存档于2014-10-27）.
6. ↑  サンデー毎日発:スーパーグローバル大學　争奪てん末記 的存檔，存档日期2015-02-26.
7. ↑  .   [2015-02-01]. （原始内容存档于2018-01-26）.